# Blastobasis huemeri
Blastobasis huemeri is een vlinder uit de familie spaandermotten (Blastobasidae). De wetenschappelijke naam is voor het eerst geldig gepubliceerd in 1993 door Sinev.
De soort komt voor in Europa.